# Maarjamäe
 Maarjamäe  est un quartier du district de  Pirita  à Tallinn en Estonie.

## Description
En 2019, Maarjamäe compte 2 501 habitants.
Sa superficie est de 1,55 km2.
Le quartier est situé en bordure de la rade de Tallinn et voisine Pirita, Kose, Katleri, Loopealse, Paevälja et Kadrioru.
Les rues du quartier sont Tuulenurga tänav, Kase tänav, Kuslapuu tänav, Künnapuu tänav, Haljas tee, Kose tee, Lehise tänav, Lepa tänav, Lepa põik, Nulu tänav, Paju tänav, Papli tänav, Pirita tee, Punga tänav, Pähkli tänav, Regati puiestee, Saare tänav, Sanglepa tänav, Sarapuu tänav, Tamme tänav, Tarja tänav, Tohu tänav, Tõru tänav et Urva tänav.

## Population
| 2008  | 2010  | 2011  | 2012  | 2013  | 2014  |
| ----- | ----- | ----- | ----- | ----- | ----- |
| 1 977 | 2 097 | 2 127 | 2 215 | 2 215 | 2 307 |

| 2015  | 2016  | 2017  | 2018  | 2019  | 2020  |
| ----- | ----- | ----- | ----- | ----- | ----- |
| 2 346 | 2 413 | 2 493 | 2 540 | 2 501 | 2 511 |

| 2021  | 2022  | - | - | - | - |
| ----- | ----- | - | - | - | - |
| 2 434 | 2 412 | - | - | - | - |

## Transports
Les lignes de bus n° 5 et 6 desservent le quartier.

## Lieux et monuments
- Kase tn 61 - Académie estonienne des affaires intérieures ;
- Pirita tee 56, Château de Maarjamäe
- Lehise tn 18 - Société estonienne de dendrologie (et)[11] ;
- Tuulenurga tn 1 - Centre sportif du FCI Levadia Tallinn.

Maarjamäe abrite le Parc Lillepi et le parc forestier de Maarjamäe (et).

## Galerie

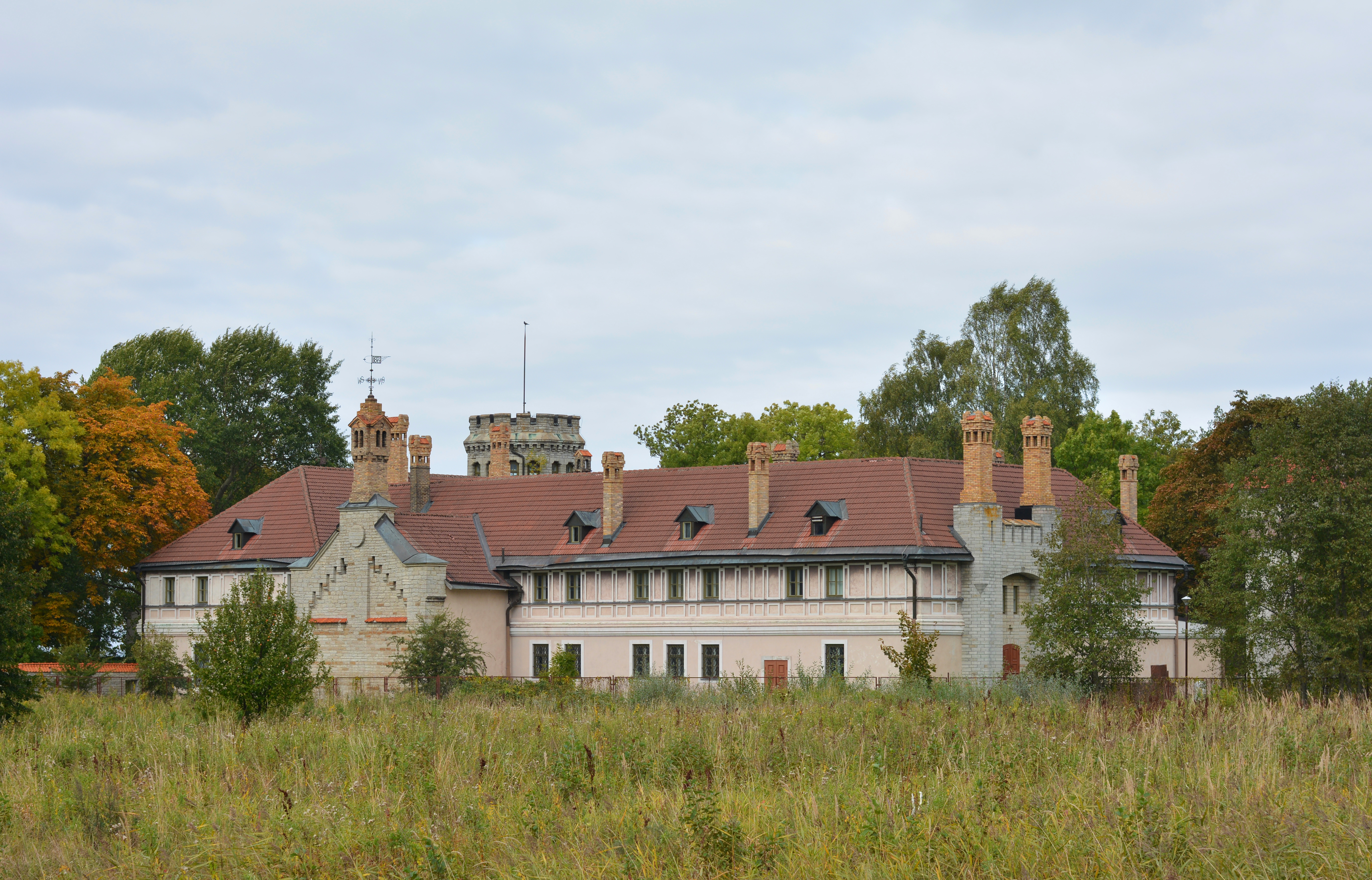
Château de Maarjamäe.
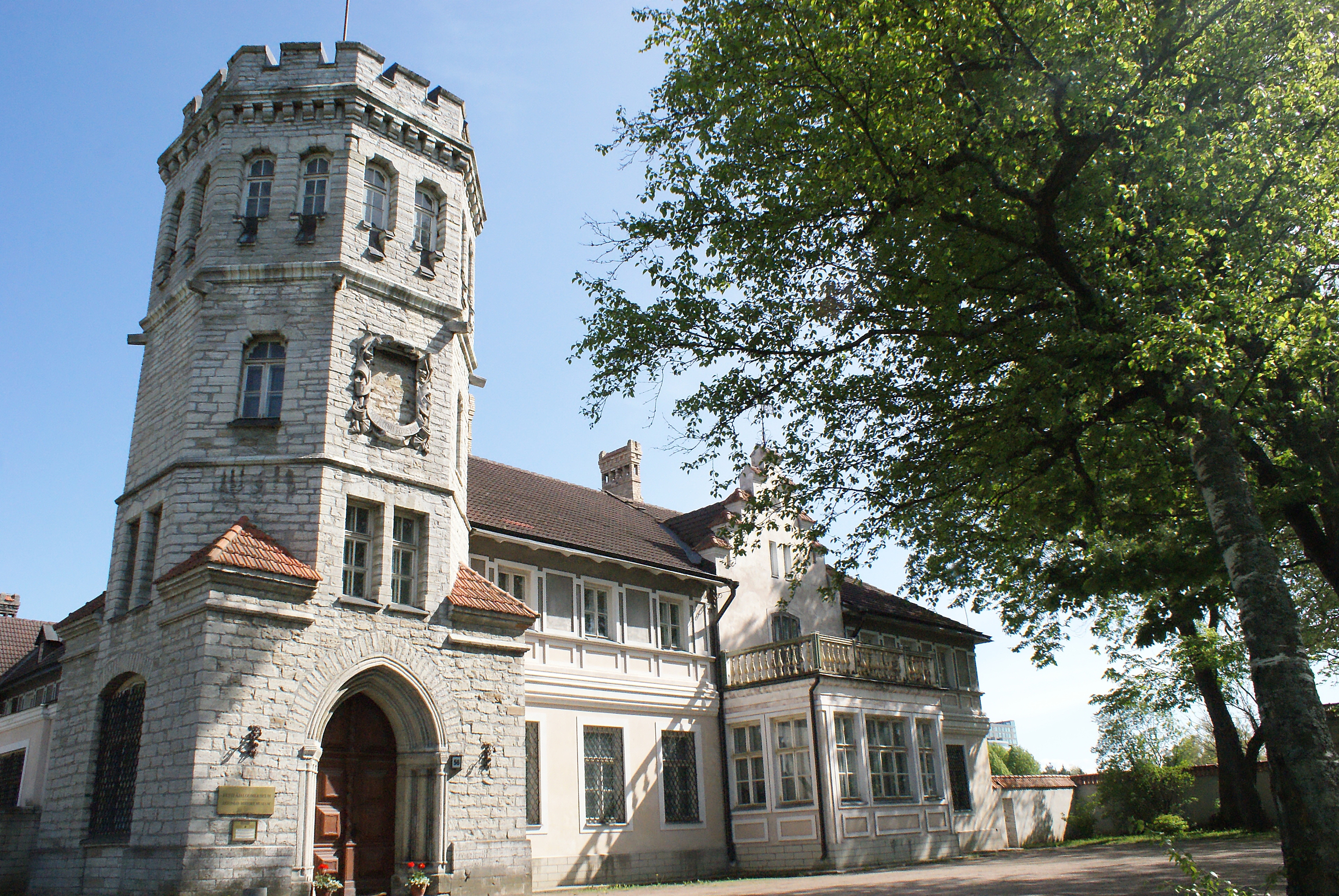
Château de Maarjamäe.
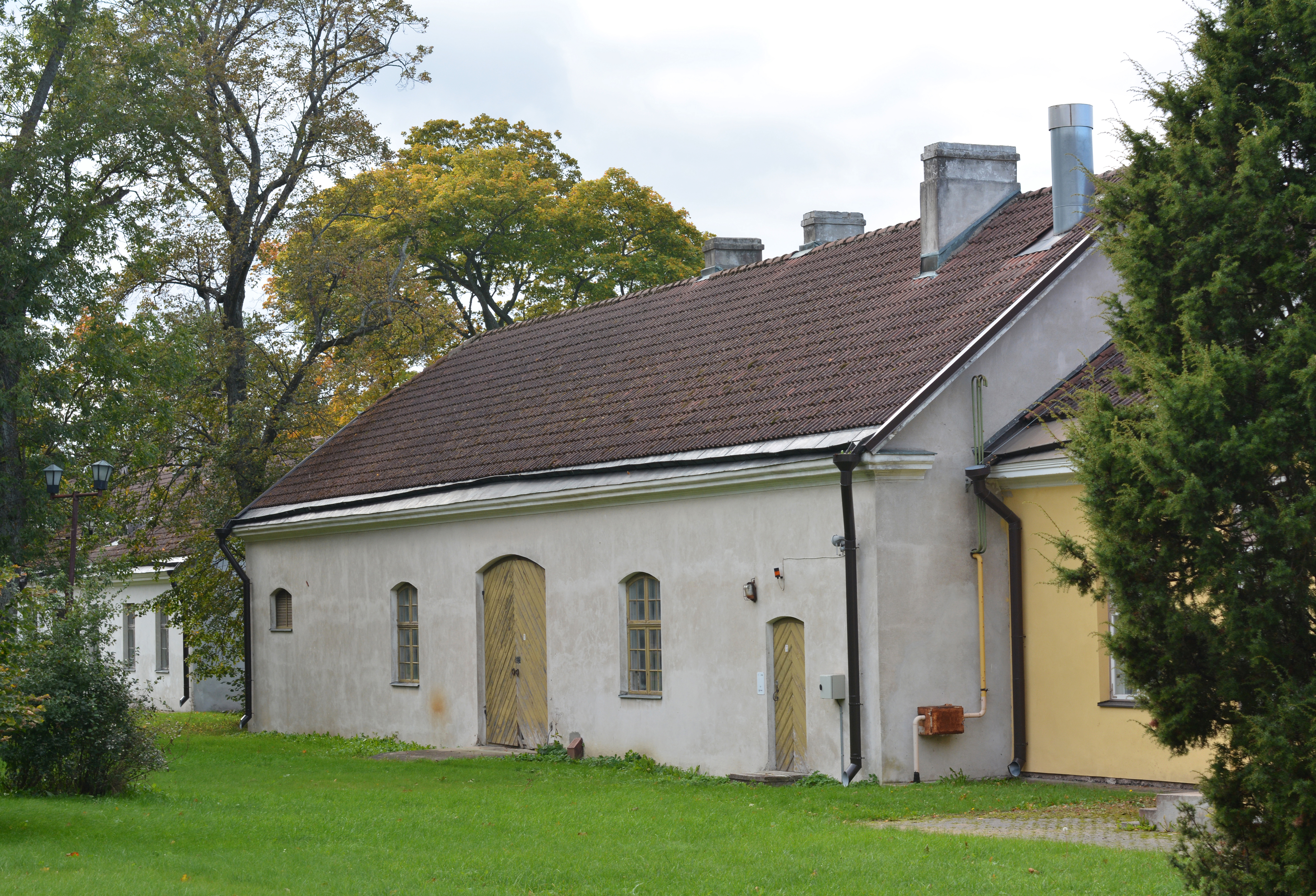
Cave à glace du manoir d'été de Maarjamäe.
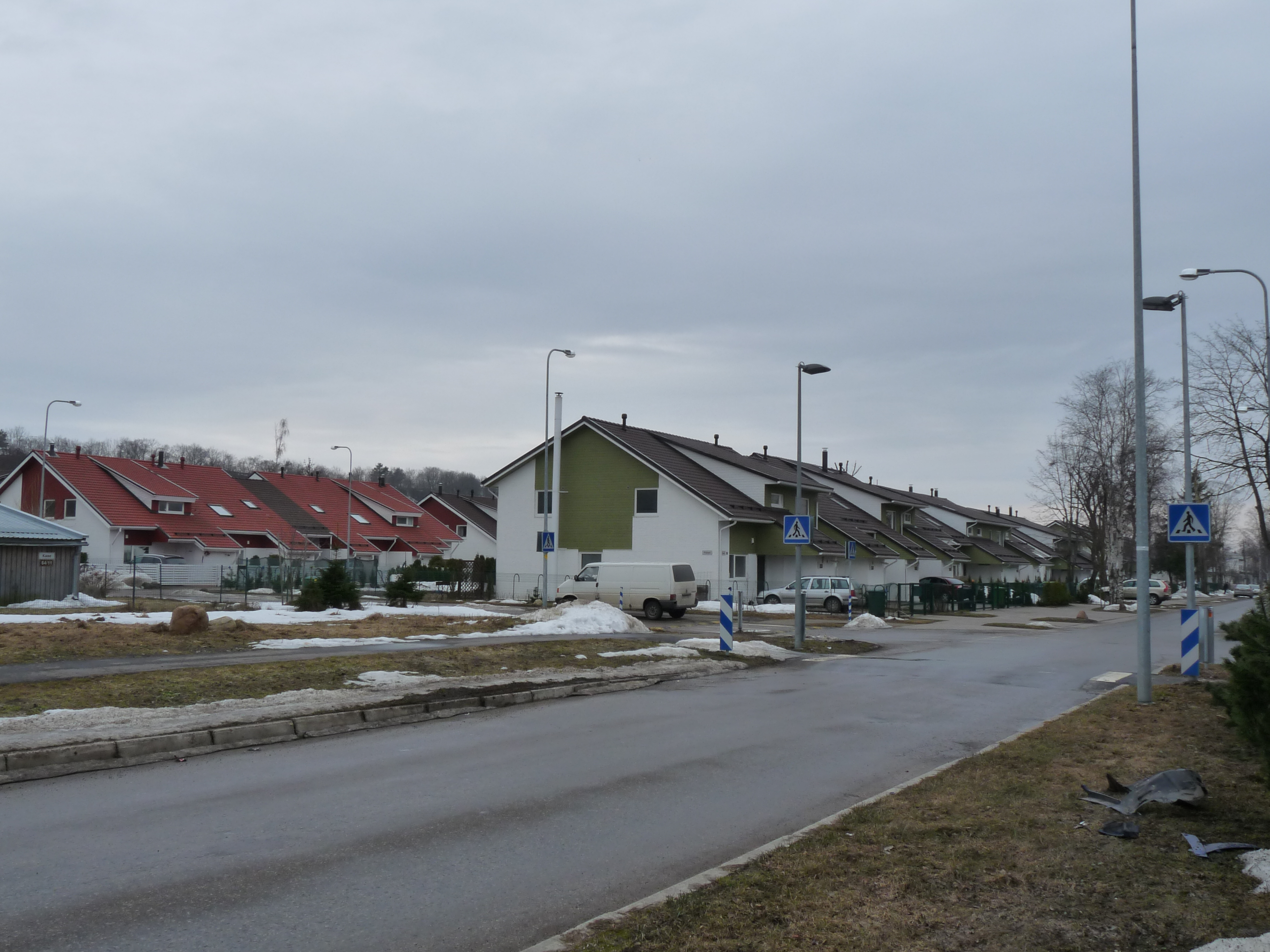
Croisement des rues  Kase et Pähkli.

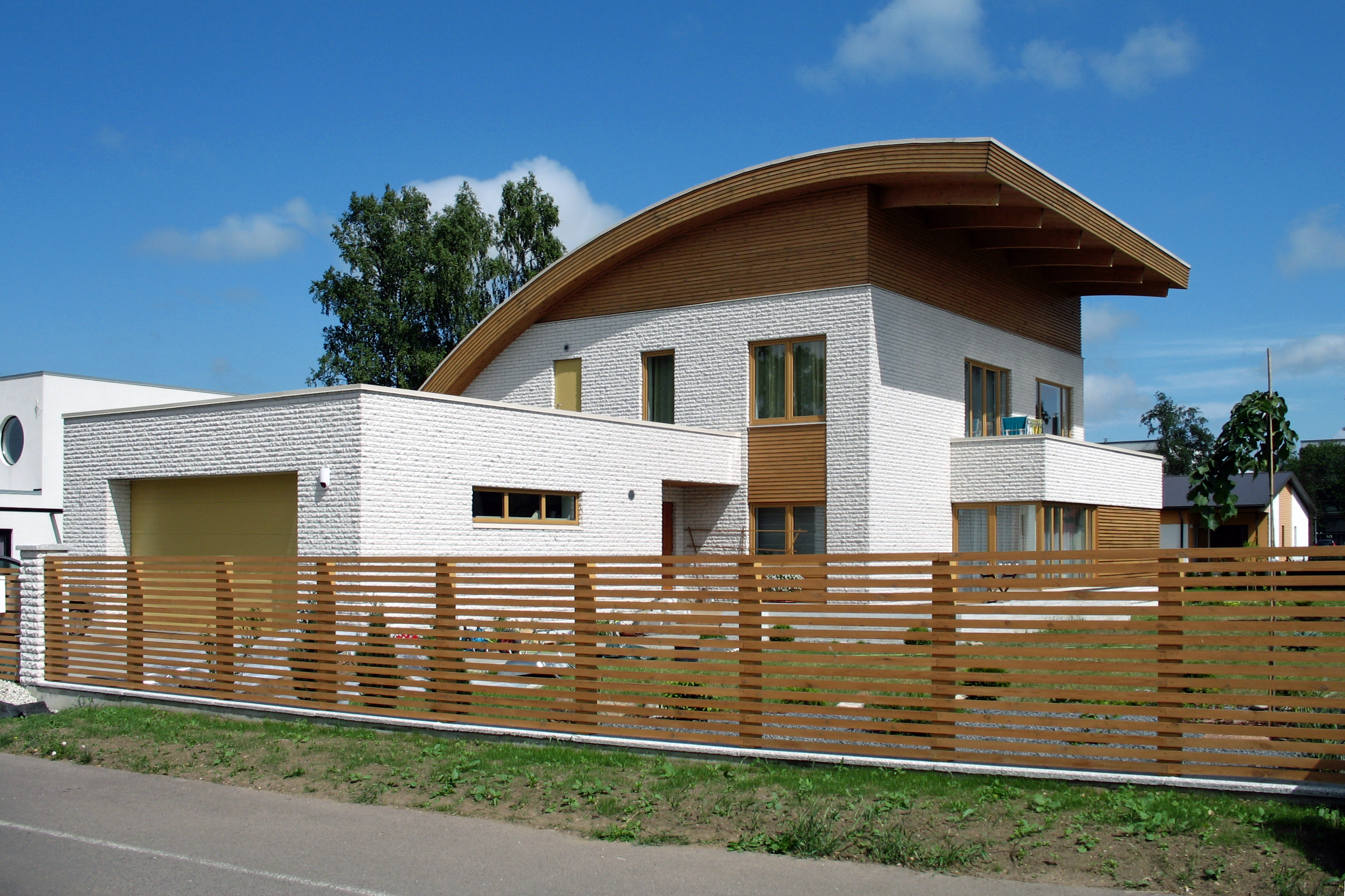
Kuslapuu tänav.
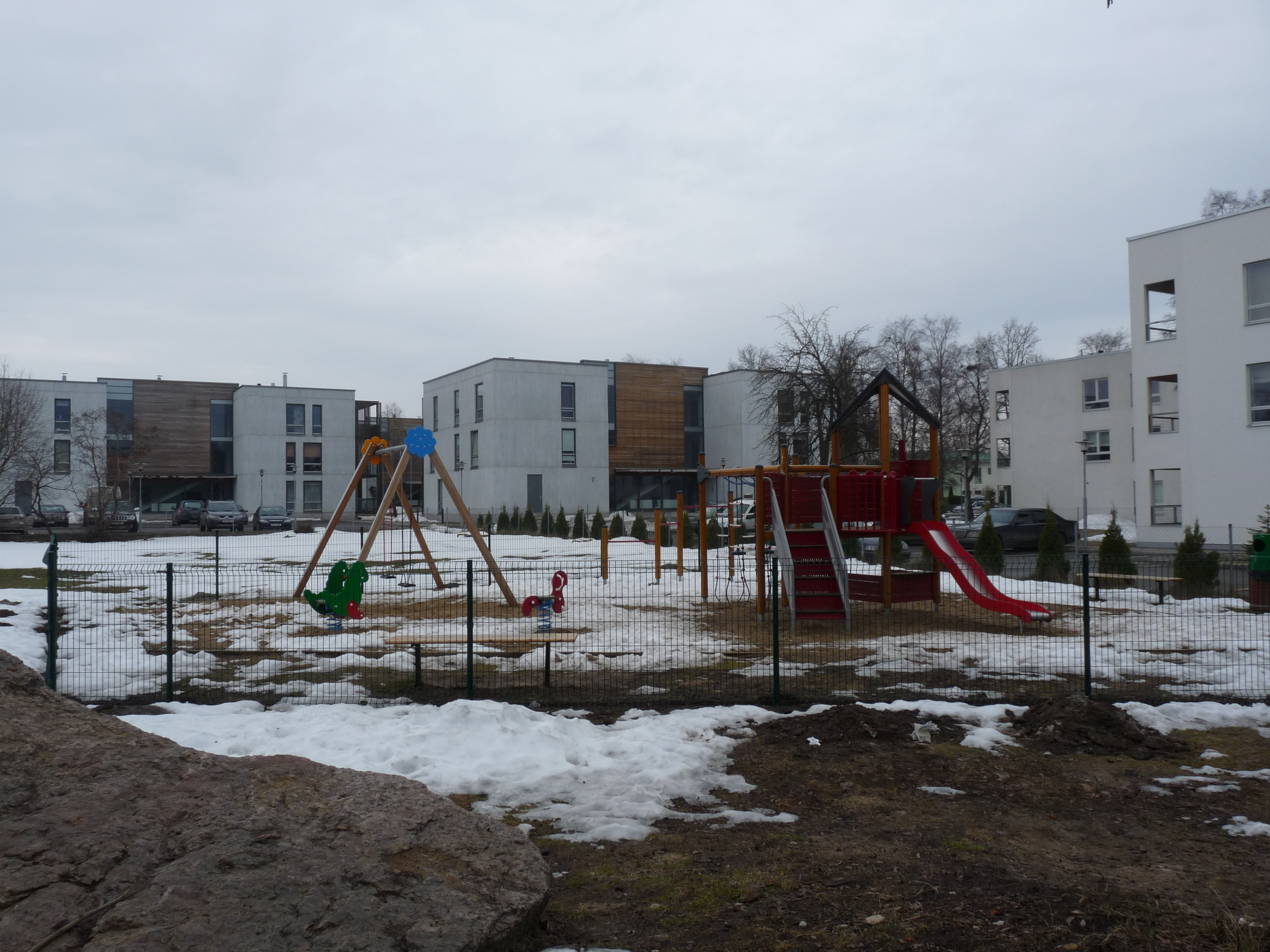
Aire de jeux.
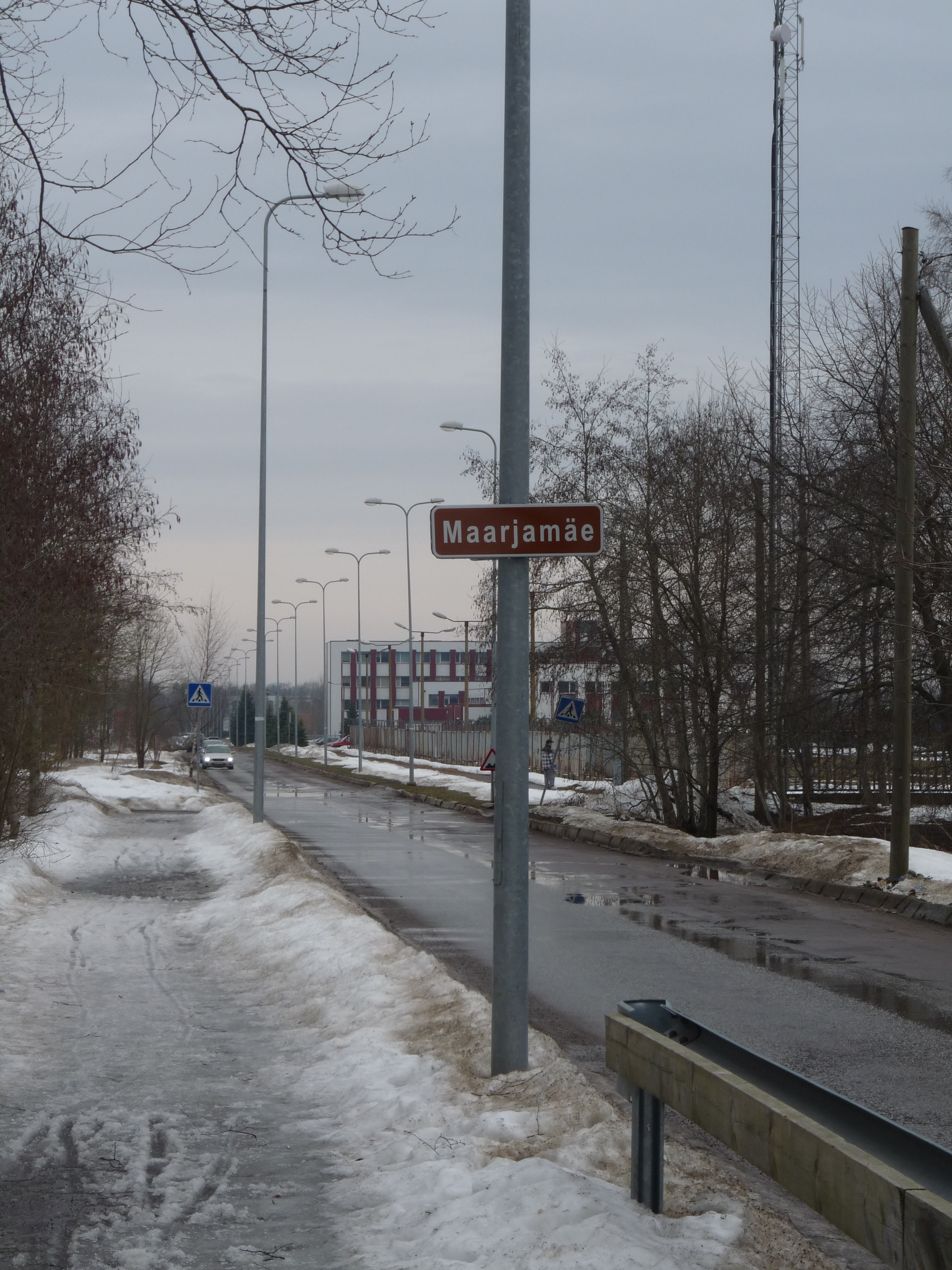
Kase tänav.
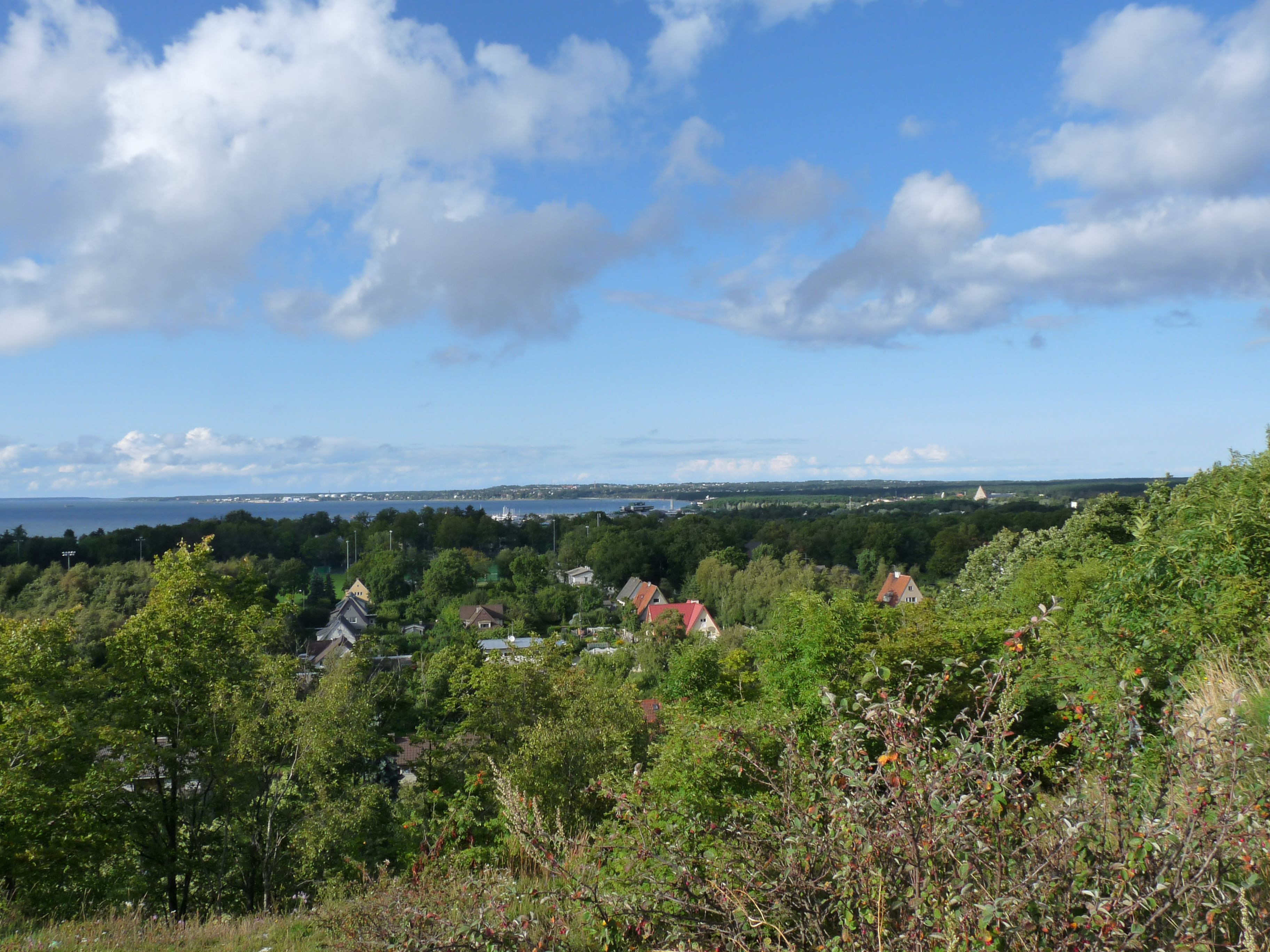
Vue de Lasnamäe.
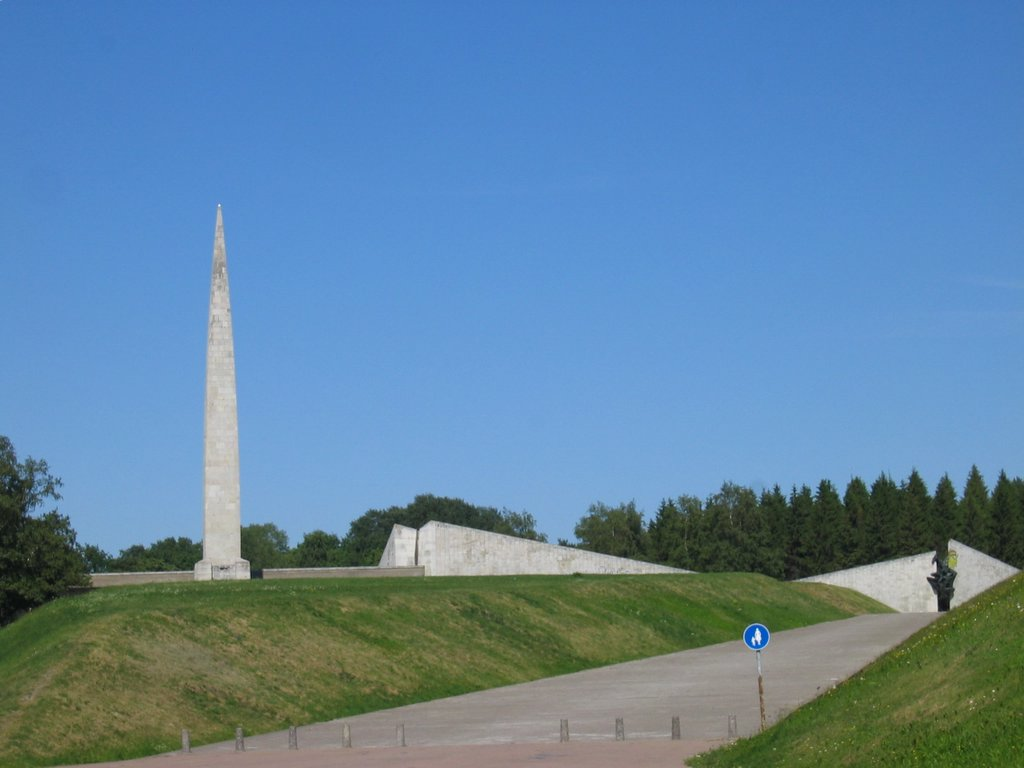
Mémorial de la Seconde Guerre mondiale